# The Killing of Two Lovers
The Killing of Two Lovers é um filme de drama estadunidense de 2020, escrito e dirigido Robert Machoian. É estrelado por Clayne Crawford, Sepideh Moafi, Chris Coy, Avery Pizzuto, Arri Graham e Ezra Graham.
Teve sua estreia mundial no Festival de Cinema de Sundance em 27 de janeiro de 2020. Foi lançado em 14 de maio de 2021, pela Neon.

## Elenco
- Clayne Crawford como David
- Sepideh Moafi como Nikki
- Chris Coy como Derek
- Avery Pizzuto como Jess
- Arri Graham
- Ezra Graham

## Recepção
No Rotten Tomatoes, o filme tem um índice de aprovação de 88%, com base em 24 críticas, com uma média ponderada de 8,20/10. O consenso da crítica diz: "The Killing of Two Lovers une direção hábil e um elenco habilmente montado a serviço de uma história poderosa". No Metacritic, o filme uma pontuação média de 87 de 100, indicando "aclamação universal".